# Paul Saintenoy
Paul Pierre Jean Saintenoy (Elsene, 19 juni 1862 – 18 juli 1952) was een Belgisch architect, leraar, architectuurhistoricus en schrijver.

## Leven
Hij werd geboren in Elsene (Brussel) als zoon van architect Gustave Saintenoy en Adèle Clotilde Cluysenaar (31 augustus 1834 - 15 augustus 1901) en daardoor was hij ook kleinzoon van Jean-Pierre Cluysenaar, de ontwerper van de overdekte Brusselse Koninklijke Sint-Hubertusgalerijen.
In 1881 begon hij een studie architectuur in Antwerpen, en kwam dan terug naar Brussel om daar zijn studie af te maken. Hij werd er leerling van de Brusselse architect Félix Laureys die in 1849 de Prijs van Rome voor architectuur had gewonnen.
Hij trad in het huwelijk met Louise Ponselet (1873 - 1947). Uit deze gemeenschap werden twee kinderen geboren:
- een zoon: Jacques (1895 - 1947), die eveneens architect werd;
- een dochter: Jacqueline (1900 - 1978).

In 1897 kocht hij in Elsene een huis in classicistische stijl. Hij nam er intrek met zijn familie, en liet de woning uitbreiden en verbouwen. Het gebouw staat bekend als Hotel Saintenoy.
Aanvankelijk leverde Paul Saintenoy werk in de Neo-Vlaamse-Renaissance-stijl. Samen met Victor Horta en Paul Hankar stond hij onder sterke invloed van de art nouveau. Deze stijl begon hij te beoefenen in 1899, en vanaf 1904 werkte hij eveneens in de classicistische stijl. Zijn meest bekende en baanbrekende werk was de uitbreiding van het warenhuis Old England in art-nouveau-stijl, anno 1899.
Het hof nam hem in dienst als architect van het Koninklijk Domein.
Omdat hij interesse had voor archeologie werkte hij een tijd als algemeen secretaris van de Société Royale de l’Archéologie de Bruxelles. In 1910 begon hij een carrière als leraar architectuurgeschiedenis aan de Koninklijke Academie voor Schone Kunsten in Brussel, een rol die hij 30 jaar zou vervullen. Aan het einde van de Eerste Wereldoorlog werd Saintenoy benoemd tot lid van de Koninklijke Commissie voor Monumenten en Landschappen, waar hij een belangrijke rol speelde in de heropbouw van België na de oorlogsperiode.
Hij schreef verscheidene boeken die de architectuur als onderwerp hadden.
Vlak voor zijn dood werkte hij nog mee aan het Noordstation, dat vooral de stempel draagt van zijn zoon Jacques die vroegtijdig overleed.
Paul Saintenoy stierf in 1952 en werd begraven op de gemeentelijke begraafplaats van Elsene. Zijn volledige verzameling kunstwerken liet hij na aan de Koninklijke Musea voor Kunst en Geschiedenis.

## Werk (selectie)

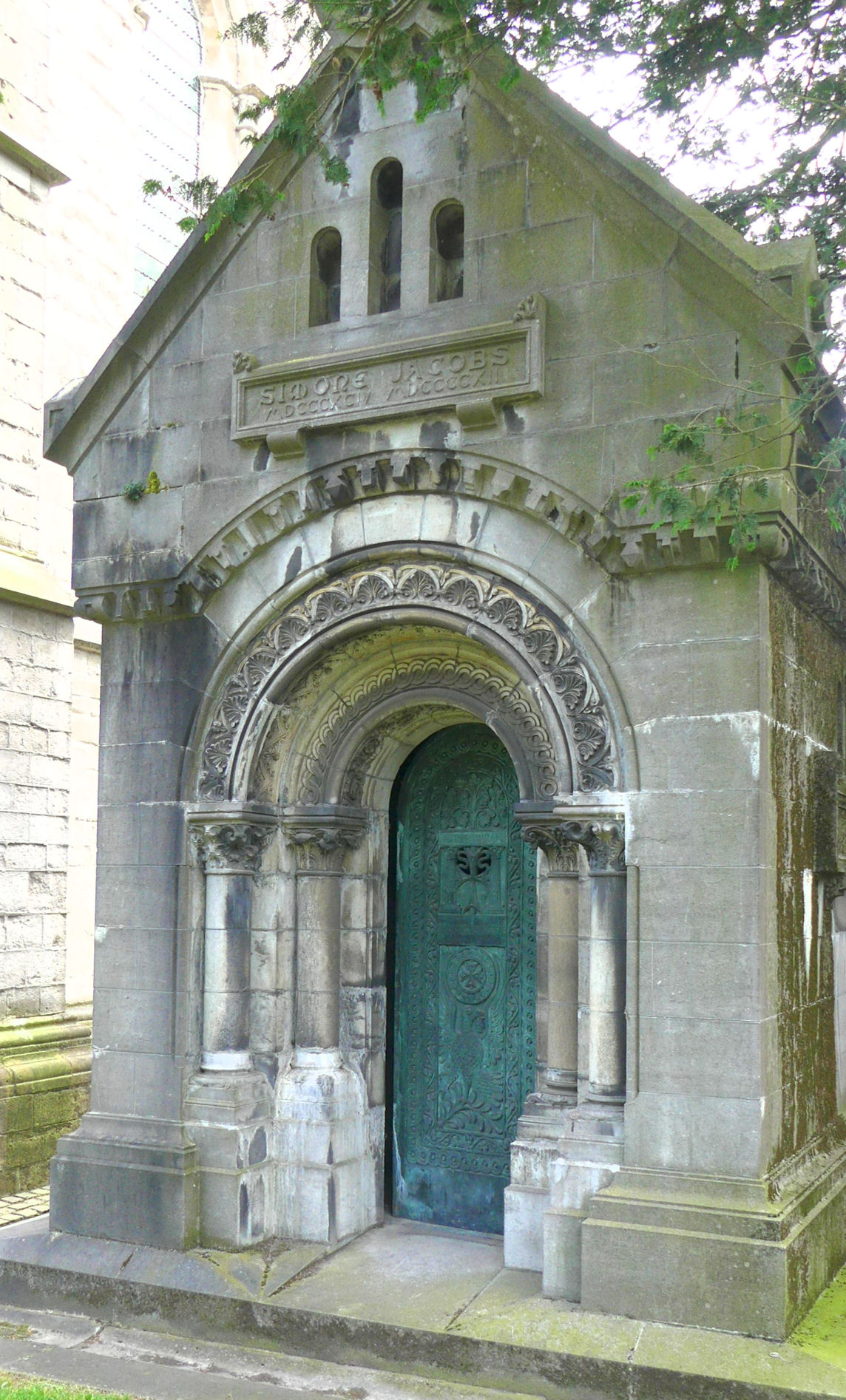
Grafkapel Jacobs te Laken, in blauwe arduin uitgevoerd door steenhouwer Léonce Evrard

| Jaar    | Werk | Locatie                                              | Stijl                   | Foto |
| ------- | --- | ---------------------------------------------------- | ----------------------- | ---- |
| 1891    | Provincieraadsgebouw (Ambtswoning van de provinciegouverneur, Hasselt), ontwerp van Pauls vader: Gustave Saintenoy. Praktische uitvoering door Paul. | Hasselt                                              |                         |      |
| 1894    | Renovatie van het Hotel Ravenstein | Ravensteinstraat 1-3, Brussel                        |                         |      |
| 1897    | Verbouwing van zijn eigen woning Hotel Saintenoy | Gewijde Boomstraat 123, Elsene                       | Neogotiek / Art nouveau |      |
| 1897    | Bouw van Paleis van de stad Brussel voor de Wereldtentoonstelling van 1897                                                                           | Jubelpark, Brussel                                   | Neo-Vlaamse renaissance |      |
| 1898    | Bouw van Apotheek Delacre | Koudenberg 62-64-66, Brussel                         | Neogotiek               |      |
| 1898    | Hotel Baron Lunden | Louisalaan 81, Brussel                               |                         |      |
| 1898-99 | Uitbreiding van het warenhuis Old England | Koudenberg 2, Brussel                                | Art nouveau             |      |
| 1899    | Inrichting van een opzienbarend art-nouveau-interieur in het Maison Losseau                                                                          | Rue de Nimy 37, Bergen                               | Art nouveau             |      |
| 1900    | Bouw van de particuliere woning van J. Van Ophem | Willem de Zwijgerstraat 34, Brussel                  | Art nouveau             |      |
| 1902    | Constructie van het Gerechtsgebouw van Binche | Grand'Rue, thans: Avenue Albert Ier, Binche          | Neogotiek               |      |
| 1904-05 | Bouw van het Kasteel Le Fy | Esneux                                               |                         |      |
| 1911    | Caisse Générale de Reports et de Dépôts | Koloniënstraat 1-21, Brussel                         | Beaux-Arts              |      |
| 1928-33 | Binnenrestauratie van het Kasteel van Nieuwermolen                                                                                                   | Bruggeveldstraat 28-30, Sint-Ulriks-Kapelle, Dilbeek |                         |      |
| 1952-56 | Station Brussel-Noord (klokkentoren en hal). Medewerking aan het project van zijn zoon, Jacques.                                                     | Vooruitgangstraat 80, Schaarbeek                     | Neoclassicisme          |      |

- Bibliothèque nationale de France: cb10373510j (data)
- Gemeinsame Normdatei: 1253521565
- International Standard Name Identifier: 0000 0000 7820 2754
- Library of Congress Control Number: nr97043530
- Nederlandse Thesaurus van Auteursnamen: 071767363
- SNAC: w6c06vbb
- Système universitaire de documentation: 10214382X
- Union List of Artist Names: 500120798
- Virtual International Authority File: 12216290
- WorldCat: E39PBJcwGRtfwP7Fc8hhYkF3Qq